# Чивидате-аль-Пьяно
Чивидате-аль-Пьяно (итал. Cividate al Piano) — коммуна в Италии, располагается в регионе Ломбардия, подчиняется административному центру Бергамо.
Население составляет 4882 человека, плотность населения составляет 542 чел./км². Занимает площадь 9 км². Почтовый индекс — 24050. Телефонный код — 0363.
Покровителем населённого пункта считается святитель Николай Чудотворец. Праздник ежегодно празднуется 6 декабря.